# Coenosia perpusilla
Coenosia perpusilla este o specie de muște din genul Coenosia, familia Muscidae, descrisă de Johann Wilhelm Meigen în anul 1826. Conform Catalogue of Life specia Coenosia perpusilla nu are subspecii cunoscute.